# René Texier
Louis René Texier (ur. 28 października 1882 w Chantilly, zm. 10 października 1967 w Paryżu) – francuski strzelec, olimpijczyk.
Trzykrotnie brał udział w igrzyskach olimpijskich (IO 1912, IO 1920, IO 1924). Startował tylko w trapie. W Sztokholmie uplasował się na 48. miejscu indywidualnie i na 6. pozycji w zawodach drużynowych. W Antwerpii osiągnął z drużyną 7. lokatę, zaś w Paryżu był 11. w zawodach drużynowych (jego wynik nie był jednak wliczany do punktacji zespołu). 

## Wyniki

### Igrzyska olimpijskie
| Igrzyska       | Konkurencja    | Wynik                           | Miejsce | Źródło |
| -------------- | -------------- | ------------------------------- | ------- | ------ |
| Sztokholm 1912 | Trap           | 13 pkt.                         | 48      | [ 1 ]  |
| Sztokholm 1912 | Trap drużynowo | 90 pkt. 15 pkt. (ind.)          | 6       | [ 2 ]  |
| Antwerpia 1920 | Trap drużynowo | 210 pkt. (druż.)                | 7       | [ 3 ]  |
| Paryż 1924     | Trap drużynowo | 210 pkt. (druż.) 40 pkt. (ind.) | 11      | [ 4 ]  |